# Isaac Ngoma
Isaac Ngoma (Bangui, 9 dicembre 2002) è un calciatore centrafricano, attaccante del Tempête Mocaf e della nazionale centrafricana.

## Carriera

### Club
Ha giocato nella prima divisione centrafricana prima di trasferirsi nel campionato dello Zambia.

### Nazionale
Dopo aver precedentemente giocato in Under-20, debutta con la nazionale maggiore centrafricana il 7 giugno 2021 in occasione dell'amichevole persa 5-0 contro il Ruanda; realizza la sua prima rete il 13 novembre seguente nel match di qualificazione per il mondiale 2022 perso 2-1 contro Capo Verde.

## Statistiche

### Cronologia presenze e reti in nazionale
| Cronologia completa delle presenze e delle reti in nazionale ― Rep. Centrafricana | Cronologia completa delle presenze e delle reti in nazionale ― Rep. Centrafricana | Cronologia completa delle presenze e delle reti in nazionale ― Rep. Centrafricana | Cronologia completa delle presenze e delle reti in nazionale ― Rep. Centrafricana | Cronologia completa delle presenze e delle reti in nazionale ― Rep. Centrafricana | Cronologia completa delle presenze e delle reti in nazionale ― Rep. Centrafricana | Cronologia completa delle presenze e delle reti in nazionale ― Rep. Centrafricana | Cronologia completa delle presenze e delle reti in nazionale ― Rep. Centrafricana |
| Data                                                                              | Città                                                                             | In casa                                                                           | Risultato                                                                         | Ospiti                                                                            | Competizione                                                                      | Reti                                                                              | Note                                                                              |
| --------------------------------------------------------------------------------- | --------------------------------------------------------------------------------- | --------------------------------------------------------------------------------- | --------------------------------------------------------------------------------- | --------------------------------------------------------------------------------- | --------------------------------------------------------------------------------- | --------------------------------------------------------------------------------- | --------------------------------------------------------------------------------- |
| 7-6-2021                                                                          | Kigali                                                                            | Rep. Centrafricana                                                                | 0 – 5                                                                             | Ruanda                                                                            | Amichevole                                                                        | -                                                                                 | 83’                                                                               |
| 7-10-2021                                                                         | Lagos                                                                             | Nigeria                                                                           | 0 – 1                                                                             | Rep. Centrafricana                                                                | Qual. Mondiali 2022                                                               | -                                                                                 | 81’                                                                               |
| 10-10-2021                                                                        | Douala                                                                            | Rep. Centrafricana                                                                | 0 – 2                                                                             | Nigeria                                                                           | Qual. Mondiali 2022                                                               | -                                                                                 | 35’ 45’                                                                           |
| 13-11-2021                                                                        | Mindelo                                                                           | Capo Verde                                                                        | 2 – 1                                                                             | Rep. Centrafricana                                                                | Qual. Mondiali 2022                                                               | 1                                                                                 | 69’                                                                               |
| 16-11-2021                                                                        | Tangeri                                                                           | Liberia                                                                           | 3 – 1                                                                             | Rep. Centrafricana                                                                | Qual. Mondiali 2022                                                               | 1                                                                                 | 56’                                                                               |
| 26-3-2022                                                                         | Douala                                                                            | Rep. Centrafricana                                                                | 0 – 0                                                                             | Sudan                                                                             | Amichevole                                                                        | -                                                                                 | 46’                                                                               |
| 28-8-2022                                                                         | Kinshasa                                                                          | Rep. Centrafricana                                                                | 2 – 1                                                                             | Rep. del Congo                                                                    | Qual. CHAN 2022                                                                   | -                                                                                 |                                                                                   |
| 4-9-2022                                                                          | Brazzaville                                                                       | Rep. del Congo                                                                    | 1 – 0                                                                             | Rep. Centrafricana                                                                | Qual. CHAN 2022                                                                   | -                                                                                 |                                                                                   |
| 23-3-2023                                                                         | Antananarivo                                                                      | Madagascar                                                                        | 0 – 3                                                                             | Rep. Centrafricana                                                                | Qual. Coppa d'Africa 2023                                                         | 1                                                                                 | 75’                                                                               |
| 27-3-2023                                                                         | Douala                                                                            | Rep. Centrafricana                                                                | 2 – 0                                                                             | Madagascar                                                                        | Qual. Coppa d'Africa 2023                                                         | -                                                                                 |                                                                                   |
| 10-9-2024                                                                         | Franceville                                                                       | Gabon                                                                             | 2 – 0                                                                             | Rep. Centrafricana                                                                | Qual. Coppa d'Africa 2025                                                         | -                                                                                 | 88’                                                                               |
| 12-10-2024                                                                        | Oujda                                                                             | Marocco                                                                           | 5 – 0                                                                             | Rep. Centrafricana                                                                | Qual. Coppa d'Africa 2025                                                         | -                                                                                 | 46’ 55’                                                                           |
| 15-10-2024                                                                        | Oujda                                                                             | Rep. Centrafricana                                                                | 0 – 4                                                                             | Marocco                                                                           | Qual. Coppa d'Africa 2025                                                         | -                                                                                 | 15’ 79’                                                                           |
| 18-11-2024                                                                        | Johannesburg                                                                      | Rep. Centrafricana                                                                | 0 – 1                                                                             | Gabon                                                                             | Qual. Coppa d'Africa 2025                                                         | -                                                                                 | 70’                                                                               |
| Totale                                                                            |                                                                                   | Presenze                                                                          | 14                                                                                |                                                                                   | Reti                                                                              | 3                                                                                 |                                                                                   |